# Liste der Naturdenkmale in Külz (Hunsrück)
Die Liste der Naturdenkmale in Külz (Hunsrück) nennt die im Gemeindegebiet von Külz (Hunsrück) ausgewiesenen Naturdenkmale (Stand 13. Mai 2024).

## Naturdenkmale
| Nr.         | Bezeichnung | Lage                                                          | Beschreibung | Bild                                    |
| ----------- | ----------- | ------------------------------------------------------------- | --- | --------------------------------------- |
| ND-7140-070 | Baumgruppe  | westlich des Ortes an der K 20; Flur In den Grabenäckern Lage | Quercus sp., zwei Bäume; zwischen 1700 und 1750 gepflanzt, 19 m hoch; Tilia sp., ein Baum, um 1850 gepflanzt und 21 m hoch | Direkt Bild zu diesem Denkmal hochladen |